# Casals (Vic)
Casals és una masia de Vic (Osona) inclosa a l'Inventari del Patrimoni Arquitectònic de Catalunya.

## Descripció
Edifici civil. Masia d'estructura un xic complexa, ja que està formada per dos cossos coberts a dues vessants formant angle recte i units per un cos de menys alçada. El portal d'entrada és rectangular i està orientat a migdia, amb el carener paral·lel, A la part posterior hi ha una cisterna. L'altre cos és de les mateixes dimensions i el carener és perpendicular a la paret de migdia. A tramuntana hi ha unes galeries amb els pilars que les sostenen decorats amb rajoles que donen un aire modernista a la masia, com la xemeneia d'aquest cos, una espècie de columna salomònica amb una caseta al damunt, també de rajola. És construïda bàsicament amb pedra i el seu estat de conservació és mitjà.

## Història
Antic mas que pertanyia a l'antic terme del castell de Sentfores, més reduït que la parròquia. D'aquí ve que avui aquest mas pertanyi a la parròquia de Muntanyola i al terme de Sentfores, fet que es repeteix als masos veïns de Sobrebosc i Salou.
Aquest mas es degué reformar a les darreries del segle xix o principis del XX.